# 아달 술탄국
아달 술탄국(아랍어: سلطنة عدل, 소말리어: Saldaanada Cadal)은 아프리카의 뿔 지역에 위치했던 중세 무슬림 다민족 국가이다. 현 소말리아, 에티오피아, 지부티, 에리트레아의 영토에 걸쳐 있었다.

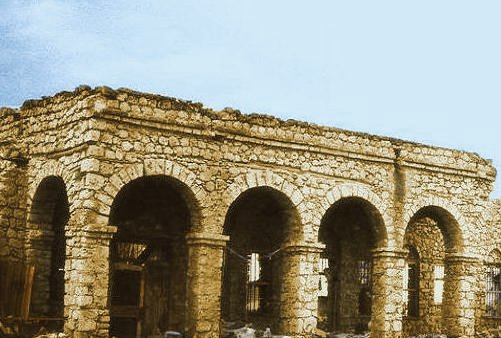
소말리아에 남아 있는 아달의 유적.